# Canoa/kayak ai Giochi della XXIX Olimpiade - Slalom K1 femminile
La prova del K-1 slalom donne delle olimpiadi di Pechino 2008 si è svolta il giorno 13 e 15 agosto 2008 allo Shunyi Olympic Rowing-Canoeing Park di Pechino. Hanno partecipato alle fasi di qualificazione 21 atlete. Di seguito sono riportati i risultati.

## Programma
Tutti gli orari seguono il fuso orario cinese (UTC+8)
| Data                       | Ora         | Round                    |
| -------------------------- | ----------- | ------------------------ |
| Mercoledì, 13 agosto, 2008 | 15:40-16:40 | Qualificazioni 1° manche |
| Mercoledì, 13 agosto, 2008 | 17:22-18:02 | Qualificazioni 2° manche |
| Venerdì, 15 agosto, 2008   | 15:00-16:12 | Semifinali               |
| Venerdì, 15 agosto, 2008   | 16:37-17:02 | Finale                   |

## Risultati

### Qualificazioni
| Pos. | Nome                     | Nazione       | Qualificazioni | Qualificazioni | Qualificazioni |
| Pos. | Nome                     | Nazione       | 1° Manche      | 2° Manche      | Totale         |
| ---- | ------------------------ | ------------- | -------------- | -------------- | -------------- |
| 1    | Jennifer Bongardt        | Germania      | 92.79          | 91.85          | 186.19         |
| 2    | Aleksandra Perova        | Russia        | 93.41          | 93.26          | 187.56         |
| 3    | Jingjing Li              | Cina          | 94.30          | 91.99          | 189.13         |
| 4    | Elena Kaliská            | Slovacchia    | 94.34          | 96.58          | 189.37         |
| 5    | Émilie Fer               | Francia       | 96.90          | 92.78          | 189.68         |
| 6    | Štěpánka Hilgertová      | Rep. Ceca     | 97.14          | 99.44          | 196.71         |
| 7    | Violetta Oblinger Peters | Austria       | 97.27          | 96.95          | 200.13         |
| 8    | Agnieszka Stanuch        | Polonia       | 101.16         | 101.76         | 202.92         |
| 9    | Maria Cristina Giai Pron | Italia        | 102.75         | 100.95         | 203.70         |
| 10   | Jacqueline Lawrence      | Australia     | 103.18         | 105.53         | 211.31         |
| 11   | Ariane Herde             | Paesi Bassi   | 104.30         | 108.03         | 221.29         |
| 12   | Heather Corrie           | Stati Uniti   | 105.78         | 113.60         | 221.97         |
| 13   | Maria Ferekidi           | Grecia        | 108.37         | 117.98         | 222.28         |
| 14   | Yuriko Takeshita         | Giappone      | 111.63         | 110.72         | 224.19         |
| 15   | Yekaterine Lukicheva     | Kazakistan    | 113.26         | 113.08         | 224.71         |
| 16   | Poliana De Paula         | Brasile       | 113.47         | 105.44         | 253.39         |
| 17   | Maialen Chourraut        | Spagna        | 147.95         | 99.00          | 259.06         |
| 18   | Sarah Boudens            | Canada        | 158.99         | 166.04         | 259.45         |
| 19   | Fiona Pennie             | Regno Unito   | 160.06         | 109.68         | 268.67         |
| 20   | Luuke Jones              | Nuova Zelanda | 162.35         | 102.26         | 268.93         |
| 21   | Jennifer Bongardt        | Andorra       | 166.67         | 110.01         | 272.36         |

     Qualificate per le semifinali

#### Semifinali
| Pos. | Nome                     | Nazione     | Risultato | Risultato |
| Pos. | Nome                     | Nazione     | Penalità  | Tempo     |
| ---- | ------------------------ | ----------- | --------- | --------- |
| 1    | Elena Kaliská            | Slovacchia  | 0         | 97.13     |
| 2    | Émilie Fer               | Francia     | 2         | 98.50     |
| 3    | Štěpánka Hilgertová      | Rep. Ceca   | 4         | 101.78    |
| 4    | Jacqueline Lawrence      | Australia   | 4         | 103.40    |
| 5    | Maria Cristina Giai Pron | Italia      | 2         | 104.52    |
| 6    | Yuriko Takeshita         | Giappone    | 0         | 107.86    |
| 7    | Violetta Oblinger Peters | Austria     | 2         | 110.65    |
| 8    | Heather Corrie           | Stati Uniti | 2         | 114.51    |
| 9    | Agnieszka Stanuch        | Polonia     | 2         | 116.46    |
| 10   | Ariane Herde             | Paesi Bassi | 4         | 117.60    |
| 11   | Maria Ferekidi           | Grecia      | 2         | 118.99    |
| 12   | Yekaterine Lukicheva     | Kazakistan  | 2         | 128.08    |
| 13   | Jingjing Li              | Cina        | 54        | 161.79    |
| 14   | Poliana De Paula         | Brasile     | 52        | 168.29    |
| 15   | Jennifer Bongardt        | Germania    | 102       | 203.29    |

     Qualificate per la finale

#### Finale
| Pos. | Nome                     | Nazione     | Semifinale | Semifinale | Finale   | Finale | Totale |
| Pos. | Nome                     | Nazione     | Penalità   | Tempo      | Penalità | Tempo  | Totale |
| ---- | ------------------------ | ----------- | ---------- | ---------- | -------- | ------ | ------ |
|      | Elena Kaliská            | Slovacchia  | 0          | 97.13      | 0        | 95.51  | 192.64 |
|      | Jacqueline Lawrence      | Australia   | 4          | 103.40     | 0        | 103.54 | 206.94 |
|      | Violetta Oblinger Peters | Austria     | 2          | 110.65     | 4        | 104.12 | 214.77 |
| 4    | Yuriko Takeshita         | Giappone    | 0          | 107.86     | 4        | 111.44 | 219.30 |
| 5    | Agnieszka Stanuch        | Polonia     | 2          | 116.46     | 2        | 104.62 | 221.08 |
| 6    | Ariane Herde             | Paesi Bassi | 4          | 117.60     | 6        | 114.39 | 231.99 |
| 7    | Émilie Fer               | Francia     | 2          | 98.50      | 54       | 153.46 | 251.96 |
| 8    | Heather Corrie           | Stati Uniti | 2          | 114.51     | 52       | 156.37 | 270.88 |
| 9    | Štěpánka Hilgertová      | Rep. Ceca   | 4          | 101.78     | 150      | 242.63 | 344.41 |
| 10   | Maria Cristina Giai Pron | Italia      | 2          | 104.52     | 154      | 251.26 | 355.78 |